# Появление (фильм)
«Появление» (англ. Showing Up) — художественный фильм 2022 года американского режиссёра Келли Райхардт с Мишель Уильямс в главной роли. Был показан на Каннском кинофестивале, получил высокие оценки критиков.

## Сюжет
В фильме не происходит заметных событий. Главная героиня — скульптор Лиззи, которая готовится к открытию новой выставки и при этом должна сбалансировать свою творческую и семейную жизнь. У её брата психическое расстройство, отец принимает странных гостей, происходят постоянные конфликты с соседкой Джо — тоже художницей, причём более успешной. К тому же Лиззи приходится выхаживать голубя, на которого напал её кот.

## В ролях
- Мишель Уильямс — Лиззи Карр
- Хонг Чау — Джо Тран
- Джадд Хирш — Билл
- Джон Магаро — Шон Карр
- Андре Бенджамин — Эрик
- Аманда Пламмер — Дороти
- Джеймс Легро — Айра

## Создание и оценки
Проект был анонсирован в январе 2021 года, причём главная роль изначально предназначалась Мишель Уильямс. Актёрский коллектив был полностью сформирован к июню того же года, с 7 июня по 15 июля в Портленде проходили съёмки. Премьера фильма состоялась в мае 2022 года на Каннском кинофестивале в рамках основной программы.
На сайте-агрегаторе отзывов Rotten Tomatoes «Появление» получило рейтинг 88 % при средней оценке 7,4 из 10, на сайте Metacritic — 86 баллов из 100. Оно вошло в список 10 лучших фильмов года от Cahiers du Cinéma. Дмитрий Елагин («Фильм.ру») отметил в своей рецензии, что кино Келли Райхардт «совсем не про события, оно про молчаливые переживания героини, которые зритель к финалу понимает без поясняющих слов, опознает по дыханию, мимике и жестам». В этом критик увидел гуманизм «Появления».